# Paridad de poder adquisitivo
La paridad de poder adquisitivo (PPA) es una medida de los precios en diferentes países que utiliza los precios de bienes específicos para comparar el poder adquisitivo absoluto de las monedas de los países. En muchos casos, la PPA produce una tasa de inflación que es igual al precio de la cesta de bienes en un lugar, dividido por el precio de la cesta de bienes en un lugar diferente. La inflación y el tipo de cambio de la PPA pueden diferir del tipo de cambio de mercado debido a la pobreza, los aranceles y otros costos de transacción. El concepto de paridad del poder adquisitivo se originó en la Escuela de Salamanca en el siglo XVI, y fue desarrollada en su forma moderna por Gustav Cassel en 1916.

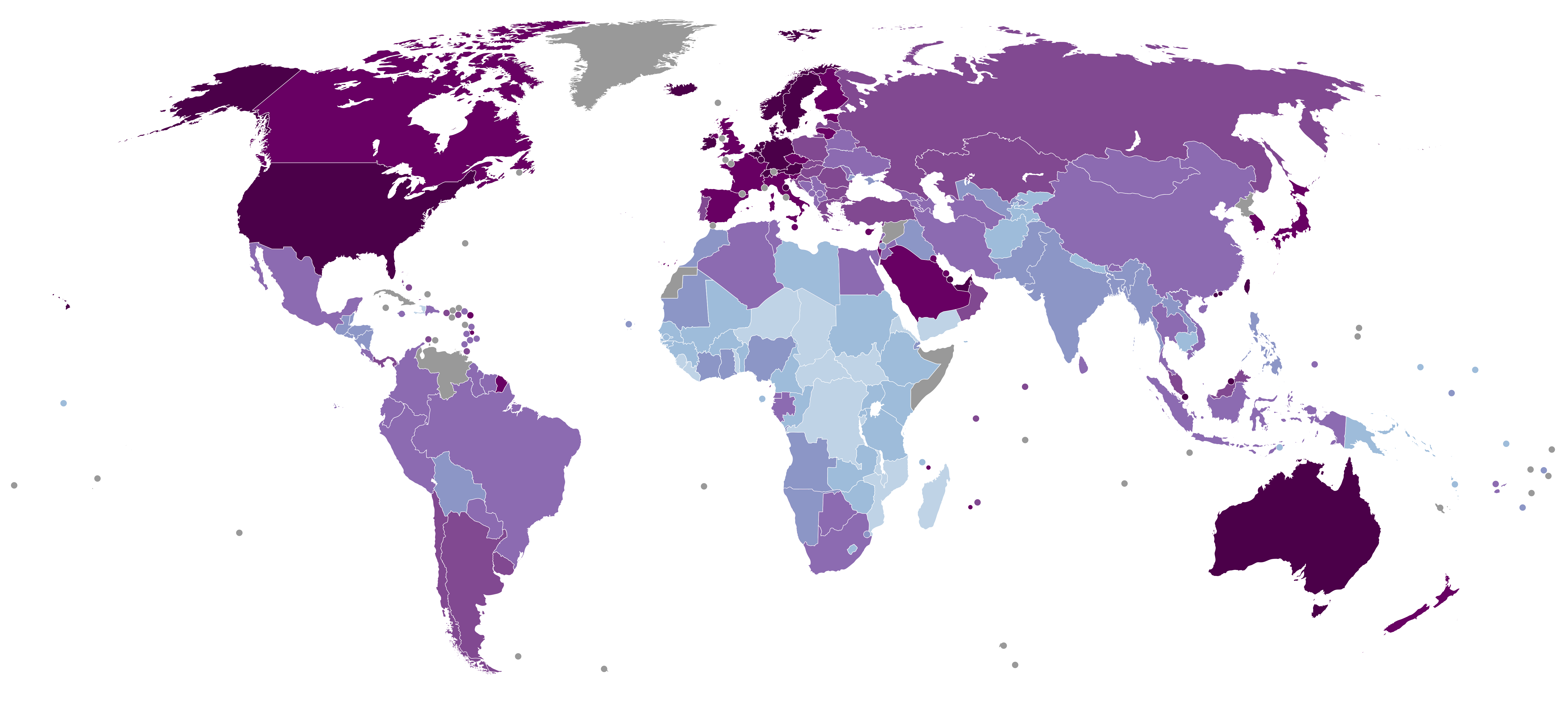
Paridad del poder adquisitivo (PPA), 2020 Fondo Monetario Internacional.

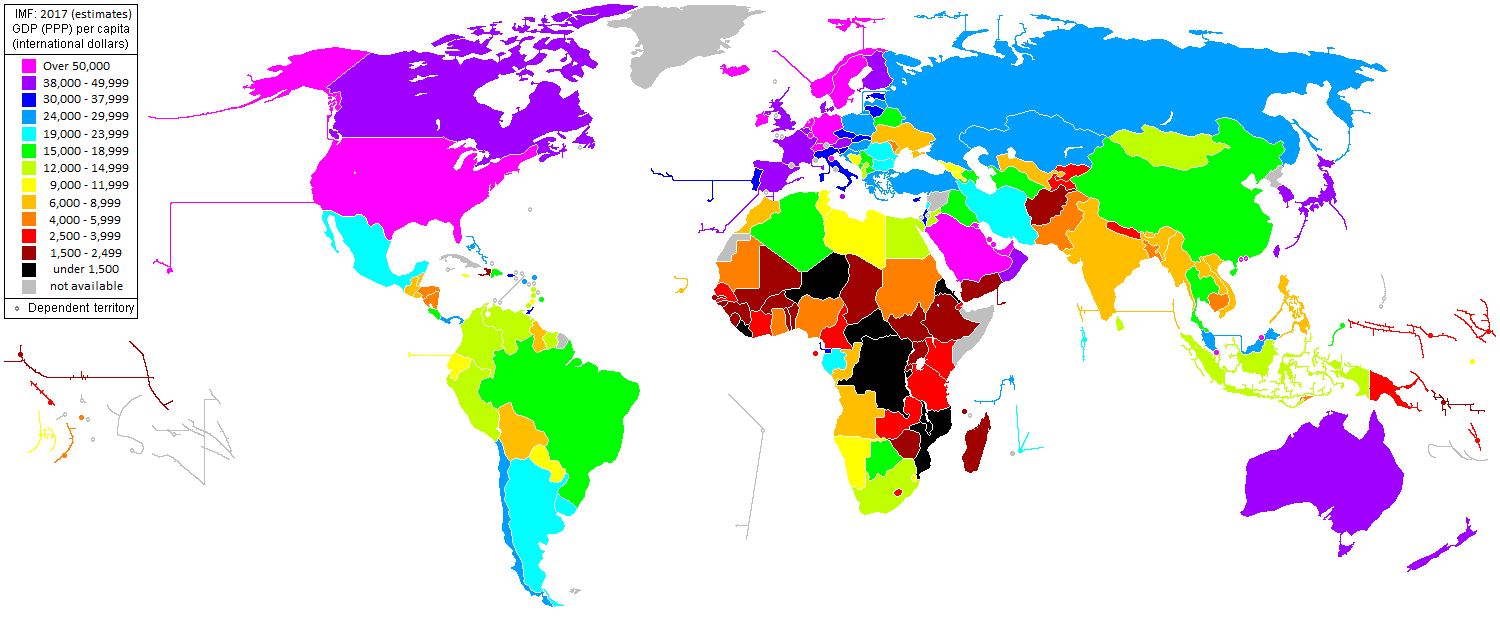
Paridad del poder adquisitivo (PPA), 2017 Fondo Monetario Internacional.

Paridad del poder adquisitivo (PPA), 2014 Fondo Monetario Internacional.

## Concepto
Paridad del poder adquisitivo es el término económico para la medición de precios en lugares diferentes. Se basa en la ley del precio único, que dice que, si no hay costes de transacción ni barreras comerciales para un bien concreto, el precio de ese bien debería ser el mismo en todo lugar. Lo ideal es que un ordenador o el salario promedio tengan el mismo precio en Nueva York y en Hong Kong. Si su precio es de 500 dólares estadounidenses en Nueva York y el mismo ordenador o salario vale 2000 dólares hongkoneses en Hong Kong, la teoría de la PPA dice que el tipo de cambio debería ser de 4 dólares hongkoneses por cada dólar estadounidense.
La pobreza, los aranceles, el transporte y otras fricciones impiden el comercio y la adquisición de bienes diversos, por lo que medir un solo bien puede ocasionar un gran error. La PPA se hace cargo de ello empleando una cesta de bienes, o sea, muchos bienes en diferentes cantidades. Acto seguido, la PPA calcula una tasa de inflación y un tipo de cambio como razón entre el precio de la cesta en un lugar y el precio de la cesta en otro. Por ejemplo, si el precio de una cesta que consta de 1 ordenador, 1 tonelada de arroz y 1 tonelada de acero fuera de 1800 dólares estadounidenses en Nueva York y los mismos bienes costaran 10 800 dólares hongkoneses en Hong Kong, el tipo de cambio PPA sería de 6 dólares hongkoneses por cada dólar estadounidense.
El nombre de paridad del poder adquisitivo procede de la idea de que, con el tipo de cambio adecuado, los consumidores de cada lugar tendrán el mismo poder adquisitivo.
El valor del tipo de cambio PPA depende en gran medida de la cesta de bienes elegida. En general, se eligen bienes que podrían obedecer estrechamente a la ley de un precio. Por lo tanto, los que se negocian fácilmente y están comúnmente disponibles en ambos lugares. Las organizaciones que calculan los tipos de cambio PPA  utilizan diferentes cestas de bienes y pueden llegar a diferentes valores.
Es posible que el tipo de cambio de la PPA no coincida con el tipo de cambio del mercado. La tasa de mercado es más volátil porque reacciona a los cambios en la demanda en cada ubicación. Además, los aranceles y la diferencia en el precio de la mano de obra (véase el teorema de Balassa-Samuelson) pueden contribuir a las diferencias a más largo plazo entre los dos tipos. Un uso de la PPA es predecir los tipos de cambio a más largo plazo.
Debido a que los tipos de cambio de las PPA son más estables y se ven menos afectados por los aranceles, se utilizan para muchas comparaciones internacionales, como la comparación de los PDG de los países u otras estadísticas del ingreso nacional. Estos números a menudo vienen con la etiqueta PPA-ajustado.
Puede haber diferencias marcadas entre los ingresos ajustados por el poder adquisitivo y los convertidos a través de los tipos de cambio del mercado. Un ajuste bien conocido del poder adquisitivo es el dólar Geary-Khamis (el dólar internacional). Los Indicadores del Desarrollo Mundial 2005 del Banco Mundial estimaron que en 2003, un dólar Geary-Khamis equivalía a aproximadamente 1,8 yuanes chinos por paridad de poder adquisitivo considerablemente diferente del tipo de cambio nominal. Esta discrepancia tiene grandes implicaciones; por ejemplo, cuando se convierte a través de los tipos de cambio nominales, el PIB per cápita nominal en la India es de aproximadamente US$ 1 965, mientras que sobre una base de PPA es de aproximadamente US$ 7 197. En el otro extremo, por ejemplo, el PIB per cápita nominal de Dinamarca es de alrededor de US$ 53 242, pero su cifra de PPA es de US$ 46 602, en línea con otras naciones desarrolladas.

### Variaciones
Hay variaciones en el cálculo de la PPA. El método EKS (desarrollado por Ö. Éltető, P. Köves y B. Szulc) utiliza la media geométrica de los tipos de cambio calculados para bienes individuales. El método EKS-S (por Éltető, Köves, Szulc y Sergeev) utiliza dos cestas diferentes, una para cada país, y luego promedia el resultado. Si bien estos métodos funcionan para 2 países, los tipos de cambio pueden ser inconsistentes si se aplican a 3 países, por lo que puede ser necesario un ajuste adicional para que la tasa de la moneda A a B veces la tasa de B a C sea igual a la tasa de A a C.

## Uso

### Conversión
El tipo de cambio de paridad del poder adquisitivo se utiliza al comparar la producción y el consumo nacionales y otros lugares donde los precios de los bienes no comercializados se consideran importantes. (Los tipos de cambio de mercado se utilizan para los bienes individuales que se comercializan). Las tasas de PPA son más estables en el tiempo y se pueden utilizar cuando ese atributo es importante.
Los tipos de cambio de las PPA ayudan a los costos, pero excluyen los beneficios y, sobre todo, no tienen en cuenta la diferente calidad de los productos entre los países. Un mismo producto, por ejemplo, puede tener un nivel diferente de calidad e incluso seguridad en diferentes países, y puede estar sujeto a diferentes impuestos y costes de transporte. Dado que los tipos de cambio del mercado fluctúan sustancialmente, cuando el PIB de un país medido en su propia moneda se convierte a la moneda del otro país utilizando los tipos de cambio del mercado, se puede inferir que un país tiene un PIB real más alto que el otro país en un año pero más bajo en el otro; ambas inferencias no reflejarían la realidad de sus niveles relativos de producción. Pero si el PIB de un país se convierte en la moneda del otro país utilizando los tipos de cambio de la PPA en lugar de los tipos de cambio de mercado observados, la falsa inferencia no ocurrirá. Esencialmente, el PIB se mide con los controles de la PPA para los diferentes costos de la vida y los niveles de precios, generalmente en relación con el dólar de los Estados Unidos, lo que permite una estimación más precisa del nivel de producción de una nación.
El tipo de cambio refleja los valores de transacción de los bienes objeto de comercio entre países en contraste con los bienes no comercializados, es decir, los bienes producidos para uso en el país de origen. Además, las monedas se negocian con fines distintos del comercio de bienes y servicios, por ejemplo, para comprar bienes de capital cuyos precios varían más que los de los bienes físicos. Además, diferentes tipos de interés, especulación, coberturas o intervenciones de los bancos centrales pueden influir en el mercado de divisas.
El método PPP se utiliza como alternativa para corregir posibles sesgos estadísticos. La Tabla Mundial de Penn es una fuente ampliamente citada de ajustes de PPA, y el efecto Penn asociado refleja un sesgo sistemático en el uso de los tipos de cambio a los productos entre países.
Por ejemplo, si el valor del peso mexicano cae a la mitad en comparación con el dólar estadounidense, el producto interno bruto mexicano medido en dólares también se reducirá a la mitad. Sin embargo, este tipo de cambio es el resultado del comercio internacional y los mercados financieros. No significa necesariamente que los mexicanos sean más pobres por la mitad; si los ingresos y los precios medidos en pesos se mantienen iguales, no estarán peor suponiendo que los bienes importados no son esenciales para la calidad de vida de las personas. La medición de los ingresos en diferentes países utilizando los tipos de cambio de la PPA ayuda a evitar este problema, ya que las métricas dan a entender la riqueza relativa con respecto a los bienes y servicios locales en los mercados nacionales. Por otra parte, es deficiente para medir el costo relativo de los bienes y servicios en los mercados internacionales. La razón es que no tiene en cuenta cuánto 1 USD representa en un país respectivo. Usando el ejemplo mencionado anteriormente: en un mercado internacional los mexicanos pueden comprar menos que los estadounidenses después de la caída de su moneda, aunque su PIB PPA cambió un poco.

### Predicción del tipo de cambio
Los tipos de cambio de las PPA nunca se valoran porque los tipos de cambio del mercado tienden a moverse en su dirección general, durante un período de años. Saber en qué dirección es más probable que el tipo de cambio cambie a largo plazo tiene cierto valor.
En la teoría económica neoclásica, la teoría de la paridad del poder adquisitivo asume que el tipo de cambio entre dos monedas realmente observado en el mercado de divisas es el que se utiliza en las comparaciones de paridad de poder adquisitivo, de modo que la misma cantidad de bienes podría comprarse en cualquiera de las monedas con la misma cantidad inicial de fondos. Dependiendo de la teoría en particular, se supone que la paridad del poder adquisitivo se mantiene a largo plazo o, más fuertemente, a corto plazo. Las teorías que invocan la paridad del poder adquisitivo asumen que en algunas circunstancias una caída en el poder adquisitivo de cualquiera de las dos monedas (un aumento en su nivel de precios) conduciría a una disminución proporcional en la valoración de esa moneda en el mercado de divisas.

### Identificación de la manipulación
Los tipos de cambio de las PPA son especialmente útiles cuando los tipos de cambio oficiales son manipulados artificialmente por los gobiernos. Los países con un fuerte control gubernamental de la economía a veces aplican tipos de cambio oficiales que hacen que su propia moneda sea artificialmente fuerte. En contraste, el tipo de cambio del mercado negro de la moneda es artificialmente débil. En tales casos, un tipo de cambio PPA es probablemente la base más realista para la comparación económica. Del mismo modo, cuando los tipos de cambio se desvían significativamente de su equilibrio a largo plazo debido a ataques especulativos o carry trade, un tipo de cambio PPP ofrece una mejor alternativa para la comparación.

## Problemas
El cálculo del tipo de cambio de la PPA es controvertido debido a las dificultades de encontrar canastas comparables de bienes para comparar el poder adquisitivo entre países.
La estimación de la paridad del poder adquisitivo se complica por el hecho de que los países no difieren simplemente en un nivel de precios uniforme; más bien, la diferencia en los precios de los alimentos puede ser mayor que la diferencia en los precios de la vivienda, mientras que también es menor que la diferencia en los precios del entretenimiento. Las personas en diferentes países suelen consumir diferentes cestas de bienes. Es necesario comparar el costo de las cestas de bienes y servicios utilizando un índice de precios. Esta es una tarea difícil porque los patrones de compra e incluso los bienes disponibles para comprar difieren de un país a otro.
Por lo tanto, es necesario hacer ajustes para tener en cuenta las diferencias en la calidad de los bienes y servicios. Además, la canasta de bienes representativos de una economía variará de la de otra: los estadounidenses comen más pan; Chinos más arroz. Por lo tanto, una PPA calculada utilizando el consumo estadounidense como base diferirá de la calculada utilizando China como base. Las comparaciones multilaterales plantean dificultades estadísticas adicionales cuando (como suele ser el caso) se comparan más de dos países.
Varias formas de promediar las APP bilaterales pueden proporcionar una comparación multilateral más estable, pero a costa de distorsionar las bilaterales. Todas estas son cuestiones generales de indexación; al igual que con otros índices de precios, no hay manera de reducir la complejidad a un solo número que sea igualmente satisfactorio a todos los efectos. No obstante, las APP suelen ser sólidas frente a los numerosos problemas que surgen al utilizar los tipos de cambio del mercado para hacer comparaciones.
Por ejemplo, en 2005 el precio de un galón de gasolina en Arabia Saudita era de 0.91 dólares EE. UU., y en Noruega el precio era de 6.27 dólares EE. UU. Las diferencias significativas en el precio no contribuirían a la precisión en un análisis de PPA, a pesar de todas las variables que contribuyen a las diferencias significativas en el precio. Hay que hacer más comparaciones y utilizar como variables en la formulación general de la PPA.
Cuando se van a hacer comparaciones de PPA durante algún intervalo de tiempo, es necesario tener debidamente en cuenta los efectos inflacionarios.
Además de las cuestiones metodológicas que plantea la selección de una cesta de productos, las estimaciones de la PPA también pueden variar en función de la capacidad estadística de los países participantes. El Programa de Comparación Internacional,en el que se basan las estimaciones de la PPA, exige la desagregación de las cuentas nacionales en producción, gastos o (en algunos casos) ingresos, y no todos los países participantes desglosan habitualmente sus datos en esas categorías.
Algunos aspectos de la comparación de PPA son teóricamente imposibles o poco claros. Por ejemplo, no hay ninguna base para la comparación entre el trabajador etíope que vive del teff con el trabajador tailandés que vive del arroz, porque el teff no está disponible comercialmente en Tailandia y el arroz no está en Etiopía, por lo que no se puede determinar el precio del arroz en Etiopía o el teff en Tailandia. Como regla general, cuanto más similar sea la estructura de precios entre países, más válida es la comparación de la PPA.
Los niveles de PPA también variarán en función de la fórmula utilizada para calcular las matrices de precios. Las fórmulas posibles incluyen GEKS-Fisher, Geary-Khamis, BID y el método superlativo. Cada uno tiene ventajas y desventajas.
La vinculación de las regiones presenta otra dificultad metodológica. En la ronda del PCI de 2005, las regiones se compararon utilizando una lista de unos 1000 artículos idénticos para los que se podía encontrar un precio para 18 países, seleccionados de modo que al menos dos países estuvieran en cada región. Si bien esto era superior a los métodos "puente" anteriores, que no tienen plenamente en cuenta la diferente calidad entre los bienes, puede servir para exagerar la base de la PPA de los países más pobres, porque la indexación de precios en la que se basa la PPA asignará a los países más pobres el mayor peso de los bienes consumidos en mayor proporción en los países más ricos.
Hay una serie de razones por las que las diferentes medidas no reflejan perfectamente los niveles de vida.

### Gama y calidad de los productos
Los bienes que la moneda tiene el «poder» de comprar son una cesta de bienes de diferentes tipos:
- Bienes y servicios locales no transables (como la energía eléctrica) que se producen y venden en el país.
- Bienes comercializables como productos no perecederos que pueden venderse en el mercado internacional (como diamantes).

Cuanto más caiga un producto en la categoría 1, más lejos estará su precio del tipo de cambio de la moneda, moviéndose hacia el tipo de cambio de la PPA. Por el contrario, los productos de la categoría 2 tienden a operar cerca del tipo de cambio de la moneda. 
Es probable que los productos más procesados y caros sean comercializables, que entren en la segunda categoría y se desvíen del tipo de cambio de la PPA al tipo de cambio de la moneda. Incluso si el «valor» de la moneda etíope con PPA es tres veces más fuerte que el tipo de cambio de la moneda, no comprará tres veces más bienes comercializados internacionalmente como acero, automóviles y microchips, sino bienes no comercializados como viviendas, servicios («cortes de pelo») y cultivos de producción nacional. La diferencia de precios relativos entre los transables y los no transables de los países de ingresos altos a los países de bajos ingresos es una consecuencia del efecto Balassa-Samuelson y da una gran ventaja de costos a la producción intensiva en mano de obra de bienes transables en países de bajos ingresos (como Etiopía), en comparación con los países de ingresos altos (como Suiza).
La ventaja de los costos corporativos no es nada más sofisticada que el acceso a trabajadores más baratos, pero debido a que el salario de esos trabajadores va más lejos en los países de bajos ingresos que en los altos, las diferencias salariales relativas (entre países) pueden sostenerse durante más tiempo de lo que sería el caso de otra manera. (Esta es otra forma de decir que la tasa salarial se basa en la productividad local promedio y que esta está por debajo de la productividad per cápita que pueden lograr las fábricas que venden bienes transables a los mercados internacionales). Un costo beneficio equivalente proviene de los bienes no comercializados que pueden obtenerse localmente (más cerca del tipo de cambio PPA que del tipo de cambio nominal en el que se pagan los recibos). Estos actúan como un factor de producción más barato que el que tienen las fábricas de los países más ricos. Es difícil por el PIB PPA considerar la diferente calidad de los bienes entre los países.
El punto de vista de Bhagwati-Kravis-Lipsey proporciona una explicación algo diferente de la teoría de Balassa-Samuelson. Este punto de vista afirma que los niveles de precios de los productos no negociables son más bajos en los países más pobres debido a las diferencias en la dotación de mano de obra y capital, no debido a los menores niveles de productividad. Los países pobres tienen más mano de obra en relación con el capital, por lo que la productividad marginal de la mano de obra es mayor en los países ricos que en los países pobres. Los no tradables tienden a ser intensivos en mano de obra; por lo tanto, debido a que la mano de obra es menos costosa en los países pobres y se utiliza principalmente para los no tradables, los no tradables son más baratos en los países pobres. Los salarios son altos en los países ricos, por lo que los no tradables son relativamente más caros.
Los cálculos de la PPA tienden a hacer demasiado hincapié en la contribución sectorial primaria y a restar importancia a las contribuciones sectoriales de la industria y los servicios a la economía de una nación.

### Barreras comerciales y no comerciables
La ley de un precio, el mecanismo subyacente detrás de la PPA, se ve debilitada por los costos de transporte y las restricciones comerciales gubernamentales, que encarecen el movimiento de mercancías entre mercados ubicados en diferentes países. Los costos de transporte romper el vínculo entre los tipos de cambio y los precios de las mercancías implícitos en la ley de un precio. A medida que aumentan los costos de transporte, mayor es el rango de fluctuaciones de los tipos de cambio. Lo mismo puede decirse de las restricciones comerciales oficiales porque las tasas aduaneras afectan a los beneficios de los importadores de la misma manera que las tasas de envío. Según Krugman y Obstfeld, «cualquier tipo de impedimento comercial debilita la base de la PPA al permitir que el poder adquisitivo de una moneda determinada difiera más ampliamente de un país a otro». Citan el ejemplo que un dólar en Londres debe comprar las mismas mercancías que un dólar en Chicago, que no es ciertamente el caso.
Los no tradables son principalmente los servicios y la producción de la industria de la construcción. Los no tradables también conducen a desviaciones en la PPA porque los precios de los no tradables no están vinculados internacionalmente. Los precios están determinados por la oferta y la demanda internas, y los cambios en esas curvas conducen a cambios en la canasta de mercado de algunos bienes en relación con el precio exterior de la misma canasta. Si los precios de los no tradables suben, el poder adquisitivo de cualquier moneda determinada caerá en ese país.

### Salidas de la libre competencia
Los vínculos entre los niveles de precios nacionales también se debilitan cuando los obstáculos al comercio y las estructuras de mercado imperfectamente competitivas se producen conjuntamente. La fijación de precios al mercado se produce cuando una empresa vende el mismo producto a diferentes precios en diferentes mercados. Esto es un reflejo de las diferencias entre países en las condiciones tanto por el lado de la demanda(por ejemplo,prácticamente no hay demanda de carne de cerdo en los estados islámicos) como por el lado de la oferta(por ejemplo,si el mercado existente para el producto de un posible participante cuenta con pocos proveedores o, en cambio, ya está casi saturado). Según Krugman y Obstfeld, esta aparición de diferenciación de productos y mercados segmentados resulta en violaciones de la ley de un precio y PPA absoluta. Con el tiempo, se producirán cambios en la estructura del mercado y la demanda, lo que puede invalidar la PPA relativa. 

### Diferencias en la medición del nivel de precios
La medición de los niveles de precios difiere de un país a otro. Los datos sobre la inflación de diferentes países se basan en diferentes cestas de productos básicos; por lo tanto, las variaciones de los tipos de cambio no compensan las medidas oficiales de las diferencias de inflación. Debido a que hace predicciones sobre los cambios de precios en lugar de los niveles de precios, la PPA relativa sigue siendo un concepto útil. Sin embargo, el cambio en los precios relativos de los componentes de la cesta puede hacer que la PPA relativa no falle en las pruebas que se basan en los índices de precios oficiales.

### Línea de pobreza mundial
La línea de pobreza global es un conteo mundial de personas que viven por debajo de una línea de pobreza internacional, conocida como la línea del dólar al día. Esta línea representa un promedio de las líneas nacionales de pobreza de los países más pobres del mundo, expresada en dólares internacionales. Estas líneas nacionales de pobreza se convierten a moneda internacional y la línea mundial se convierte de nuevo a moneda local utilizando los tipos de cambio de la PPA del PCI. Los tipos de cambio de las PPA incluyen datos de las ventas de artículos de alta gama no relacionados con la pobreza, lo que sesga el valor de los alimentos y los bienes necesarios, que es el 70 por ciento del consumo de los pobres. Angus Deaton argumenta que los índices de PPA deben ser reponderados para su uso en la medición de la pobreza; deben redefinirse para reflejar las medidas locales de pobreza, no las medidas mundiales, sopesar los alimentos locales y excluir los artículos de lujo que no son frecuentes o que no tienen el mismo valor en todas las localidades.

## Historia
La idea se originó con la Escuela de Salamanca en el siglo XVI, y fue desarrollada en su forma moderna por Gustav Cassel en 1916, en La situación actual del comercio exterior. Mientras que el uso de Gustav Cassel del concepto PPA se ha interpretado tradicionalmente como su tentativa de formular una teoría positiva de la determinación del tipo de cambio, la política y el contexto teórico en el cual Cassel escribió sobre tipos de cambio sugiere diversa interpretación. En los años inmediatamente anteriores al final de la Primera Guerra Mundial y después de ella, economistas y políticos participaron en discusiones sobre posibles formas de restaurar el patrón oro, que restauraría automáticamente el sistema de tipos de cambio fijos entre las naciones participantes. En general se consideró que la estabilidad de los tipos de cambio era crucial para restablecer el comercio internacional y para seguir estable y equilibrado su crecimiento. Entonces nadie estaba mentalmente preparado para la idea de que los tipos de cambio flexibles determinados por las fuerzas del mercado no necesariamente causan caos e inestabilidad en tiempos de paz (y de eso es de lo que se culpó al abandono del patrón oro durante la guerra). Gustav Cassel fue uno de los que apoyó la idea de restaurar el patrón oro, aunque con algunas alteraciones. La pregunta, que Gustav Cassel trató de responder en sus obras escritas durante ese período, no era cómo se determinan los tipos de cambio en el mercado libre, sino más bien cómo determinar el nivel apropiado en el que los tipos de cambio debían fijarse durante la restauración del sistema de tipos de cambio fijos. Su recomendación era fijar los tipos de cambio en el nivel correspondiente a la PPA, ya que creía que esto evitaría los desequilibrios comerciales entre las naciones comerciales. Por lo tanto, la doctrina de la PPA propuesta por Cassel no era realmente una teoría positiva (descriptiva) de la determinación del tipo de cambio (ya que Cassel era perfectamente consciente de numerosos factores que impiden que los tipos de cambio se estabilicen a nivel de la PPA si se permite flotar), sino más bien un consejo normativo (prescriptivo) de política, formulado en el contexto de las discusiones sobre el retorno al patrón oro.